# Cimetière royal du Khanat de Yarkand
Pour les articles homonymes, voir Yarkand (homonymie).
Le cimetière royal du Khanat de Yarkand (chinois simplifié : 叶尔羌汗国王陵 ; chinois traditionnel : 葉爾羌汗國王陵 ; pinyin : yèěrqiāng hànguó wánglíng ; litt. « mausolée royal du Khanat de Yarkand ») est une mosquée de Yarkand, le chef-lieu du xian de Yarkand, dans la préfecture de Kachgar, en région autonome ouïghoure du Xinjiang, en Chine.
Il comporte des tombes de différentes personnalités du Khanat de Yarkand. 
Ce cimetière est situé derrière la mosquée Altyn.